# 切爾尼亞廷 (日梅林卡區)
49°2′51″N 27°54′32″E / 49.04750°N 27.90889°E
參數所指定的目標頁面不存在，建議更正成存在頁面或直接建立下列一個頁面（建立前請先搜尋是否有合適的存在頁面可以取代）：
- 切爾尼亞廷

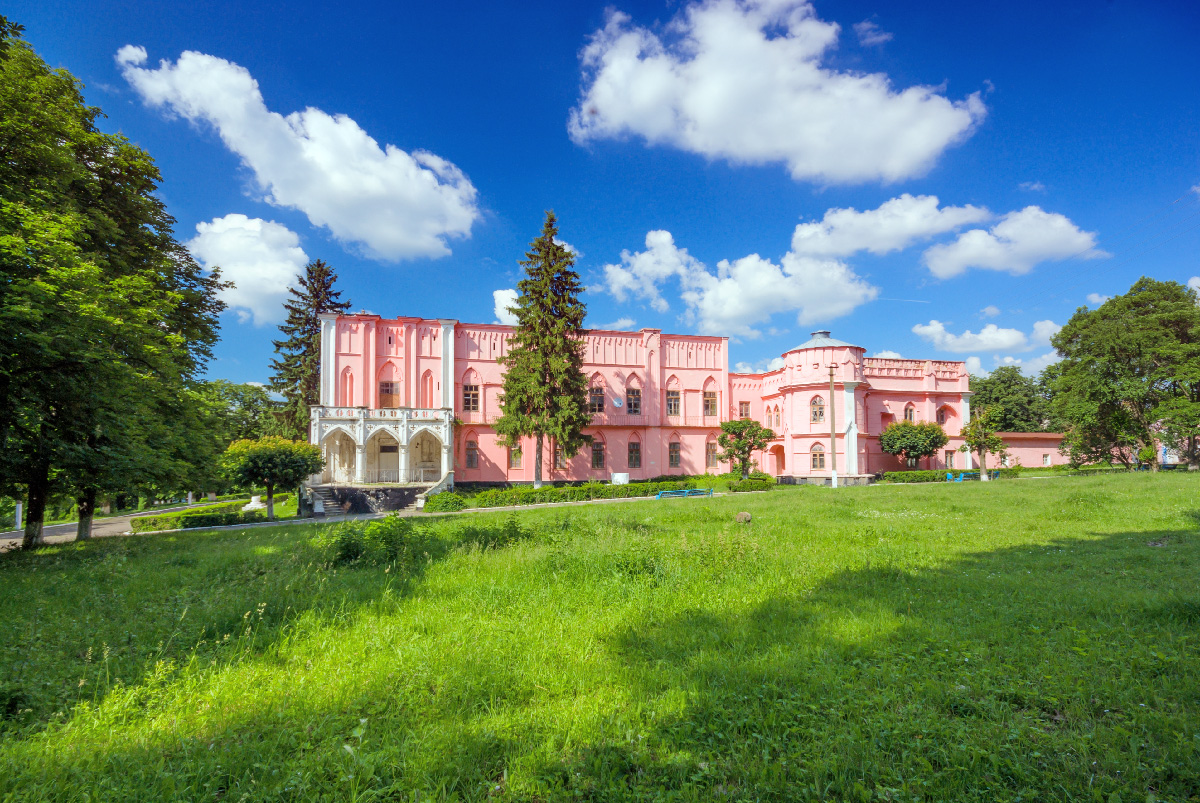

切爾尼亞廷（烏克蘭語：Чернятин）是烏克蘭的村落，位於該國西南部文尼察州，由日梅林卡區負責管轄，始建於1677年，面積1.8平方公里，海拔高度282米，2001年人口1,677，人口密度每平方公里931.67人。